# Leopold von der Osten (Landrat)
Leopold von der Osten (* 1. März 1809 in Geiglitz; † 20. November 1887 ebenda) war ein preußischer Landrat im Kreis Regenwalde und Gutsbesitzer auf Geiglitz.

## Herkunft und Familie
Leopold war ein Sohn des Gutsbesitzers Lupold von der Osten (1776–1823) und dessen Ehefrau Sabine, geborene von Mellenthin (1784–1860). Sein jüngerer Bruder war der spätere preußische Generalmajor Albert von der Osten (1811–1887).
Osten heiratete am 11. Februar 1842 in Rostock Emma Altschwager (1818–1897). Das Paar hatte mehrere Kinder:
- Olga (* 1845) ⚭ Oskar von Sydow († 1888), preußischer Major
- Margarethe (* 1852; † 10. November 1900) ⚭ 1873 (geschieden 1888) Wilhelm von Reichel (* 4. Januar 1842; † 24. Juni 1901), preußischer Major[2]
- Marie (* 1853) ⚭ Eugen von Kutzschenbach, preußischer Oberst, erhielt 1938 Charakter eines Generalmajors[3]
- Katharina (* 1860) ⚭ Nikolaus von Baudissin (1838–1917), Landrat des Kreises Schivelbein